# Zlecenie płatnicze
Zlecenie płatnicze – dyspozycja wykonania transakcji płatniczej przekazana przez płatnika swojemu dostawcy usług płatniczych.